# 頑遊關西
《頑遊關西》（英語：Kansai Travel Blog）是香港電視廣播有限公司2008年製作的旅遊節目，全節目共5集，由龔茜彤(樂瞳)、蔣家旻、鍾舒漫、周美欣及鍾舒祺主持，到日本關西地區，包括大阪、奈良、和歌山等地，介紹各地旅遊景點、特色飲食、溫泉及住宿等。由永安旅遊贊助及協助製作。
本節目於2008年11月24日起，逢星期一23:05-23:35於翡翠台播出；並於2009年1月3日起，逢星期六18:30-19:00於高清翡翠台播出。

## 每集內容
| 集數 | 播映日期 | 主持                   | 縣市         | 景點 |
| 01   | 11月24日 | 樂瞳、蔣家旻           | 大阪、奈良   | 大阪：美國村、章魚燒、箱壽司，奈良：東大寺、糯米餅製作、奈良町、赤膚燒燈火戲、吉野山纜車、銅之鳥居、金峰山寺、吉野山旅館、溫泉、阿吽之湯、窪桓內、和紙製作                                             |
| 02   | 12月1日  | 樂瞳、蔣家旻           | 大阪         | 阪堺電車、高規市森林區、香菇採摘、樫田溫泉、觀音蒸溫泉旅館民宿、蒸風呂、土雞鍋、波斯菊、大阪環球片場、南堀江                                                                                           |
| 03   | 12月8日  | 鍾舒漫、周美欣、鍾舒祺 | 大阪、淡路島 | 大阪：大阪城、新世界、通天閣、河豚套餐、道頓堀、固力果專門店、淡路島：松帆之湯温泉、淡路島牧場、吹紙玩具廠                                                                                             |
| 04   | 12月15日 | 鍾舒漫、周美欣、鍾舒祺 | 大阪、和歌山 | 大阪：梅田、Sky Building、室内溫泉、鶴橋御好燒餐廳、南堀江、餐廳，和歌山：貴志村線、士多啤梨列車、鋼索線、高野山、町石路、大門、根本大塔、奧之院、熊野本宮大社、龍神溫泉、旅館上御殿、熊野古道、夫婦杉 |
| 05   | 12月22日 | 鍾舒漫、周美欣、鍾舒祺 | 和歌山       | 和歌山：紀伊勝浦、熊野那智大社、那智瀑布、川湯溫泉、龜屋旅館、藥膳料理、紀勢本線、白濱、近畿大學水產養殖場、三段壁、圓月島、九繪魚料理、足浴橫丁、平草原展望台、崎之湯、南紀白濱市場、湯淺町、醬油廠   |

## 資料來源
1. ↑  .   [2012-06-02]. （原始内容存档于2016-03-05）.

## 電視節目的變遷
| 無綫電視翡翠台 星期一 23:05-23:35 時段 | 無綫電視翡翠台 星期一 23:05-23:35 時段   | 無綫電視翡翠台 星期一 23:05-23:35 時段 |
| -------------------------------------- | ---------------------------------------- | -------------------------------------- |
|                                        | 頑遊關西 （2008.11.24 - 2008.12.22）     |                                        |
| 筋肉擂台 （2008.08.25 - 2008.11.17）   | 2008大事回顧 國際．新秩序 （2008.12.29） |                                        |